# Минь середземноморський
Минь середземноморський (Gaidropsarus mediterraneus) — риба родини миневих.
Поширена у східній Атлантиці від південної Норвегії на південь до Іспанії, також біля Британських островів, у Середземному і Чорному морях, вздовж африканських берегів.
Морська демерсальна океандромна риба, сягає 50 см довжиною.